# Antony Beevor
Antony James Beevor FRSL (nascut el 14 de desembre de 1946) és un historiador militar britànic. Va estudiar al Winchester College i a l'Acadèmia Militar Reial de Sandhurst, on va ser deixeble del també famós historiador de la Segona Guerra Mundial, John Keegan.
Beevor és un antic oficial de l'11è d'Hússars que va deixar l'exèrcit britànic per dedicar-se a escriure. Ha publicat diverses històries de la Segona Guerra Mundial, de la Guerra Civil espanyola i del segle xx en general, que han assolit una popularitat notable.
Antony Beevor és Doctor Honorífic en Literatura per la Universitat de Bath, rebut el 2010; i per la Universitat de Kent, concedit el 2004. A més, és Cavaller de l'orde de les Arts i les Lletres

## Visió general
Antony Beevor és professor convidat a la Facultat d'Història, Antiguitat Clàssica i Arqueologia de la Universitat Birkbeck de Londres. Les seves obres més conegudes, els best-sellers Stalingrad i Berlin - The Downfall 1945 expliquen els combats de la Segona Guerra Mundial entre les forces de la Unió Soviètica i les de l'Alemanya nazi del Tercer Reich. Aquestes han rebut elogis pel seu estil viu i convincent i l'ús de nous documents dels arxius soviètics que havien estat revelats recentment.
Els seus llibres tracten les atrocitats comeses per ambdós bàndols, però són especialment destacables per la cobertura exhaustiva d'aquells crims menys coneguts comesos per l'Exèrcit Roig de la Unió Soviètica en territori alemany ocupat, incloent-hi els presumptes saquejos i les violacions de milions de dones.

## Treballs publicats
Novel·les:
- Violent Brink, (primera edició: John Murray, Londres, 1975);
- The Faustian Pact, (Jonathan Cape, Londres, 1983);
- For Reasons of State, (Jonathan Cape, Londres, 1980);
- The enchantment of Christina von Retzen (Weidenfeld and Nicolson, Londres, 1989).

Obres de no-ficció:
- The Spanish Civil War (primera edició: Orbis, Londres, 1982);
- Inside the British Army (Chatto Windus, Londres, 1990);
- Crete: The Battle and the Resistance (John Murray, Londres, 1991);
- Paris After the Liberation, 1944-1949, coautor amb la seva dona, Artemis Cooper (1994);
- Stalingrad (Viking, Londres, 1998);
- Berlin:The Downfall 1945 (Penguin, Londres, 2002); publicat com The Fall of Berlin 1945 als EUA;
- The Mystery of Olga Chekhova (2004);
- The Battle for Spain: The Spanish Civil War 1936-39 (edició espanyola 2005, edició britànica 2006).

Llibres que ha editat:
- A Writer at War: Vasily Grossman with the Red Army 1941-1945 per Vassili Grossman.

També ha col·laborat en diversos llibres, incloent-hi:
- The British Army, Manpower and Society into the Twenty-First Century, editat per Hew Strachan;
- What Ifs? of American History: Eminent Historians Imagine What Might Have Been, per Robert Cowley (Editor), Antony Beevor i Caleb Carr (2003).

## Premis
Crete: The Battle and the Resistance
Premi Runciman
Stalingrad
Premi Samuel Johnson
Premi Wolfson History
Premi Hawthornden de literatura
Berlin:The Downfall 1945
Premi Longman-History Today Trustees
The Battle for Spain: The Spanish Civil War 1936-39 (edició espanyola)
Premi La Vanguardia de no-ficció